# چامورلییا
چامورلییا (به صربی: Čamurlija) یک روستا در صربستان است که در نیش واقع شده‌است.